# Vietteella nigrilineata
Vietteella nigrilineata är en fjärilsart som beskrevs av Sergius G. Kiriakoff 1969. Vietteella nigrilineata ingår i släktet Vietteella och familjen tandspinnare. Inga underarter finns listade i Catalogue of Life.